# Ландкоф, Самуил Наумович
Самуи́л Нау́мович Ландко́ф (1887—1970) — советский и российский учёный-правовед, доктор юридических наук (1949), профессор (1926).

## Биография
Родился 6 января (18 января по новому стилю) 1887 года в городе Кременчуге Полтавской губернии в еврейской семье.
В 1915 году поступил на юридический факультет Харьковского университета (ныне Харьковский национальный университет имени В.Н. Каразина), который окончил в 1919 году. По его окончании работал помощником присяжного поверенного и юрисконсультом городского продотдела Харькова; консультантом и заведующим судебно-следственного отдела Харьковского губернского управления.
В 1920 году Самуил Ландкоф начал свою научно-педагогическую деятельность. В течение 1920—1930 годов он был преподавателем и профессором кафедры гражданского права и гражданского процесса на правовом факультете в Харьковском институте народного хозяйства. В 1931 году находился на должностях профессора Харьковского финансово-экономического института (ХФЭИ, ныне Харьковский национальный экономический университет) и Института рационализации управления, образованных после расформирования Харьковского института народного хозяйства.
С 1938 года — профессор, заведующий кафедрой гражданского права Киевского государственного университета (КГУ, ныне Киевский национальный университет имени Тараса Шевченко). В 1941 году Самуил Ландкоф эвакуировался в город Саратов, где работал профессором Саратовского юридического института (СЮИ, ныне Саратовская государственная юридическая академия), а в 1942 году возглавлял кафедру теории и истории права в Объединённом украинском государственном университете, находящемся в эвакуации в Кзыл-Орде. После освобождения Киева снова работал профессором и был заведующим кафедрой гражданского права КГУ. В 1949 году защитил диссертацию на соискание ученой степени доктора юридических наук на тему «Основные проблемы советского изобретательского права». С 1958 года преподавал в Киевском институте народного хозяйства (КИНХ, ныне Киевский национальный экономический университет имени Вадима Гетьмана). В 1970 году был принят на должность профессора-консультанта кафедры гражданского права Харьковского юридического института (ХЮИ, ныне Национальный юридический университет имени Ярослава Мудрого).
Самуил Наумович Ландкоф занимался проблемами правового регулирования хозяйственной деятельности предприятий, вопросами изобретательского, патентного и авторского прав. Принимал непосредственное участие в подготовке различных законов, в частности проектов Гражданских кодексов РСФСР и УССР (оба 1922 года) и Гражданского кодекса УССР (1964 год). Был автором многих трудов и учебника «Основы советского гражданского права», по которому училось не одно поколение юристов. Подготовил 18 кандидатов наук.
Умер 30 сентября 1970 года в Харькове. Отец советского математика Наума Самойловича Ландкофа.
Был награждён медалями, в числе которых «За доблестный труд в Великой Отечественной войне 1941—1945 гг.». В Российском государственном архиве экономики имеются документы, относящиеся к С.Н. Ландкофу.